# ساحل القراصنة
ساحل القراصنة هو إقليم ساحلي يمتد من البحرين إلى شبه جزيرة مسندم ويقع على طول الضفة الغربية للخليج العربي. تبلغ مساحته 86000 كيلومتر مربع. زعم إدوارد بلفور أن المعقل الرئيسي للقراصنة كان في منطقة رأس الخيمة حاليا.

## تاريخ المصطلح
ساحل القراصنة هو الاسم الذي أطلقه البريطانيون الأوروبيون وغيرهم على الساحل الجنوبي للخليج العربي بالقرب من مضيق هرمز، حيث عمل القراصنة في هذه المنطقة، وخاصة القواسم (سلالة القاسمي) في ظفار وبني ياس في أبو ظبي والمرازيق في مغوه .هاجم البريطانيون لأول مرة في عام 1809 وفرضوا معاهدة سلام في عام 1820. هذه المعاهدة (التي وقعتها أبو ظبي وظفار / رأس الخيمة وعجمان وأم القيوين)، تلتها معاهدة أخرى في عام 1835 (وقعتها دبي أيضًا) و أخيرًا ، وقعت معاهدة الهدنة الدائمة في عام 1853 أيضًا من قبل خمس مشيخات. بعد ذلك عُرفت البلاد باسم عُمان المتصالحة أو هدنة عُمان ، لكن اسم ساحل القراصنة لا يزال قائماً حتى بعد عام 1892 عندما كانت المشيخات المعروفة بصفقاتها الحصرية تحت حماية بريطانيا العظمى. نحو عام 1965 ظل ساحل القراصنة (أو كوستا دي بيراتي) كاسم مطبق بشكل خاطئ على هذه المنطقة، حيث أن الهدنة التي فرضها البريطانيون كانت تسمى منطقة الهدنة.

## انظر ايضا
- القرصنة في الخليج العربي
- إمارات الساحل المتصالح
- المقاومة العربية في الخليج العربي ضد الغزو البرتغالي (1600-1624)
- حملة الخليج العربي 1809